# Вільям Ласселл
Ві́льям Ла́сселл (англ. William Lassell; 18 червня 1799, Болтон, Ланкашир, Англія — 5 жовтня 1880, Мейденгед) — англійський астроном.

## Життєпис
Народився в Болтоні, Ланкашир, Англія. Освіту здобув у Рокдейлській академії.
Заробив гроші як пивовар і вклав кошти у своє захоплення астрономією. У 1820 році почав виготовляти дзеркальні телескопи, за допомогою яких у власній обсерваторії поблизу Ліверпуля спостерігав в основному планети і туманності. У 1844 році побудував телескоп діаметром 61 см, для якого він спорудив нове для того часу екваторіальне монтування, яке давало змогу компенсувати обертання Землі й легко стежити за об'єктами на небесній сфері. Він сам полірував дзеркало, використовуючи саморобний шліфувальний верстат. 
Переселившися в 1852 році на острів Мальта, оскільки там астроклімат значно кращий, ніж у Британії, побудував там великий рефлектор із дзеркалом діаметром 48-дюймів (122 см). Після повернення до Англії обладнав обсерваторію в Мейденгеді, де продовжував спостереження з 61-сантиметровим рефлектором. 
Член Лондонського королівського товариства (1849, золота медаль). Президент цього товариства (1870—1872).
Відкрив 10 жовтня 1846 року перший із супутників Нептуна — Тритон. 18 вересня 1848 відкрив 8-й супутник Сатурна — Гіперіон, не знаючи про те, що 16 вересня його вже відкрив Джордж Бондом. 24 жовтня 1851 року відкрив супутники Урана — Арієль і Умбрієль, дав їм ці назви, а так само дав назву супутникам Урана, відкритим Фрідріхом Гершелем 1787 року, — Оберон і Титанія.
У 1867 році опублікував каталог понад 600 туманностей, вперше відкритих ним.
На його честь названі кратер на Місяці, кратер на Марсі, кільце Нептуна і астероїд 2636 Ласселл.